# Wołodymyr Małyhin
Wołodymyr Illicz Małyhin (ukr. Володимир Ілліч Малигін, ros. Владимир Ильич Малыгин, Władimir Iljicz Małygin; ur. 1 listopada 1948 w Woroszyłowsku) – ukraiński piłkarz, grający na pozycji obrońcy, trener piłkarski.

## Kariera piłkarska

### Kariera klubowa
Wychowanek klubu Stali Komunarsk. W 1965 rozpoczął karierę piłkarską w miejscowym klubie Komunarec Komunarsk. W 1970 przeszedł do Zorii Woroszyłowgrad, w którym występował przez 12 lat. Karierę piłkarską ukończył w amatorskiej drużynie Sokił Roweńky.

### Kariera reprezentacyjna
29 czerwca 1972 debiutował w reprezentacji Związku Radzieckiego w wygranym 1:0 meczu z Urugwajem. Łącznie rozegrał 3 mecze.

### Kariera trenerska
Po zakończeniu kariery zawodniczej od 1981 trenował dzieci w Szkole Piłkarskiej Zorii. W sezonie 2001-2002 asystował w klubie Awanhard Roweńky. Obecnie pracuje w SDJuSzOR Zoria Ługańsk.

## Sukcesy i odznaczenia

### Sukcesy klubowe
- mistrz ZSRR: 1972

### Odznaczenia
- nagrodzony tytułem Mistrza Sportu ZSRR: 1972